# أمونيوس بن هرميا
أمونيوس بن هرميا (نهاية القرن الخامس وبداية القرن السادس الميلادي) هو فيلسوف وشارح لأرسطو. ذكره ابن النديم في الفهرست.
تتلمذ على أكبر رجال المدرسة الأفلاطونية المحدثة في القرن السادس الميلادي، وهم: دمسقيوس وسنيلقيوس واسقلابيوس واولمقيودورس وثيرروتس ويحيى النحوي.

## روابط خارجية
- أمونيوس بن هرميا على موقع الموسوعة البريطانية (الإنجليزية)
- أمونيوس بن هرميا على موقع إن إن دي بي (الإنجليزية)